# 문창진
문창진(한국 한자: 文昶眞, 1993년 7월 12일 ~ )은 대한민국의 축구 선수로 현재 인도네시아 리가 1의 PSS 슬레만에서 미드필더로 뛰고 있다.

## 클럽 경력
문창진은 포항 스틸러스 유소년 팀 산하의 포항제철중학교, 포항제철공업고등학교 축구부를 거쳤으며, 2011년 SBS 고교클럽 챌린지리그에서는 결승전에서 결승골을 넣는 등의 빼어난 활약으로 포철공고의 우승을 이끌며 대회 최우수선수로 선정되었다.
2012 K리그 드래프트에서 포항 스틸러스에 우선지명되며 팀에 입단하였는데, 포항 스틸러스에서 우선지명 고교 선수가 대학을 거치지 않고 프로팀으로 직행한 것은 2006년 신광훈 이후 2012년의 문창진, 이광훈, 문규현이 처음이었다.
2012년 6월 14일 인천과의 경기에서 데뷔하였으며, 2013년 4월 16일 강원 FC와의 경기에서 리그 데뷔골을 성공시켰다. 2013년에는 팀의 K리그 클래식, FA컵 우승, 즉 더블을 이루어내는 데 기여하였다.
2014 시즌부터 출장수를 조금씩 늘려갔다. 특히 2015 시즌에는 시즌 초 10경기에 나서 4골 2도움을 기록하는 등의 활약을 보였으나, 7월 1일 열린 전남과의 경기에서 오른쪽 무릎뼈에 금이 가는 부상을 당하며 시즌 잔여 경기 출전이 불투명해졌다. 결국 5개월 가량이 지난 뒤인 서울과의 시즌 최종전에서야 후반 교체투입되며 그라운드에 복귀하였다.
2016년 12월, 포항 스틸러스와 강원 FC에서 트레이드를 단행하였다. 포항 스틸러스는 강원 FC로 문창진을 보냈고, 강원 FC는 서보민과 현금을 내주었다.
2019 시즌을 앞두고 인천 유나이티드와 2년 계약을 체결했다.
2022 시즌 여름 이적시장을 통해 부산 아이파크로 이적하였다.

## 국가대표팀 경력
2012년 AFC U-19 챔피언십에서 4골 2도움의 활약으로 대한민국의 8년 만의 우승을 이끌었으며, 대회 MVP를 수상하였다. 그 해 AFC 올해의 유망주상 후보에 올랐지만 압둘라힘 카라르에 밀려 수상에는 실패하였다. 이듬해 열리는 FIFA U-20 월드컵에서의 활약 또한 기대되었으나, 허리디스크 부상의 악재가 겹치며 최종 엔트리에 이름을 올리지 못하였다.
2014년 1월 오만에서 열린 2013년 AFC U-22 챔피언십 참가를 위한 U-22 대표팀에 발탁되었고, 조별예선 미얀마와의 경기에서 교체투입된 직후, 후반 32분 쐐기골을 기록하며 팀의 승리에 기여하였다. 2015년 6월, 프랑스, 튀니지에서 열린 각 국가와의 U-23 친선경기에서 두 경기 연속 골을 기록하였다.
2016년 1월, 2016년 리우데자네이루 올림픽 예선을 겸하여 열리는 2016년 AFC U-23 챔피언십 대표팀에 발탁되었으며, 조별 예선 첫 경기인 우즈베키스탄전에서 두 골을 기록하며 대표팀의 첫 승을 이끌었다. 이후 8강 요르단전, 4강 카타르전에서도 골을 넣는 등 대회 4골을 기록하며 대한민국의 준우승에 기여하였다. 같은 해 3월, 알제리와의 친선 2연전에서 2경기 3골을 기록하였다. 같은 해 6월 27일 발표된 리우 올림픽 출전 U-23 대표팀 최종 명단에 포함되었다. 리우올림픽 본선에서는 대표팀이 8강의 성적을 달성하였는데, 문창진은 예선전의 모습을 본선에서 이어가지 못한 채 부진한 경기력으로 일관하여 아시아용이라는 축구팬들의 뭇매를 맡기도 하였다.
2017년 8월 14일 2018년 월드컵 아시아 예선 경기에 나서는 대한민국 국가대표팀 예비 명단에 포함되었다.

## 수상

### 국가대표
- 2012년 AFC U-19 챔피언십 우승
- 2016년 AFC U-23 챔피언십 준우승

### 클럽
- K리그
  - K리그 클래식 2013 우승
- FA컵
  - FA컵 2012 우승
  - FA컵 2013 우승

### 개인
- 2005년 제18회 차범근 축구상 장려상
- 2011년 SBS 고교클럽 챌린지리그 최우수선수(MVP)
- 2012년 AFC U-19 챔피언십 최우수선수(MVP)